# Kristofer Sinding-Larsen
Kristofer Sinding-Larsen (Christiania, 3 aprile 1873 – 26 dicembre 1948) è stato un pittore, disegnatore e grafico norvegese.

## Biografia
Kristofer Sinding-Larsen nacque il 3 aprile 1873 a Christiania in Norvegia. Si formò artisticamente in Danimarca e in Italia, in particolare a Roma e nel paese abruzzese di Civita d'Antino, dove Kristian Zahrtmann fondò la Scuola estiva di pittura, attiva dal 1883 al 1915, anno in cui avvenne il disastroso terremoto di Avezzano. Sinding-Larsen e i suoi giovani colleghi formarono una linea italo-danese nella pittura norvegese e scandinava dal 1890 in poi.
In gioventù fu uno studente della Scuola Reale Norvegese d'Arte (SHKS) di Kristiania sotto la guida nell'inverno 1893-1894 del pittore storico Oscar Arnold Wergeland (1844-1910). Successivamente fu studente alla scuola di pittura della nota pittrice norvegese Harriet Backer. Dal 1895 al 1898 visse a Roma e nell'inverno 1895-1896 studiò all'Accademia Reale di San Luca. Fu anche allievo di Peder Severin Krøyer a Copenaghen alla fine dell'Ottocento. Nel secolo successivo studiò nuovamente alla Scuola Reale di Kristiania, questa volta con il grafico e pittore Johan Nordhagen (1856-1956).
Nel corso della sua carriera ha ritratto, tra gli altri, Hans Ernst Kinck (1924), Johan Bojer (disegno a carboncino), Christian Skredsvig (1923), Eilif Peterssen (1925) e Harriet Backer (disegno a carboncino, 1939, esposto nella Galleria nazionale ad Oslo).
Figurano, tra le altre opere famose, "Appelsintreet" e "Ritratto di Søsteren", entrambi conservati alla Galleria nazionale. Fece il suo debutto alla Mostra d'arte autunnale del 1898 e in seguito vi fu regolarmente rappresentato. Nel 1941 pubblicò "La grafica norvegese nel XX secolo". Nel 1930-1939 fu presidente della "Norske Grafikere", un'associazione nazionale di artisti visivi professionisti che lavorano con la grafica.
Era il figlio dello scrittore Nils Ulrik "Alfred" Sinding-Larsen (1839-1911) e fratello del medico Christian Magnus Falsen Sinding-Larsen (1866-1930) e dell'architetto Holger Sinding-Larsen (1869-1938). Lui stesso era il padre del giornalista Henning Sinding-Larsen (1904–1994). Morì il 26 dicembre 1948.